# فريتز زاوتر
فريتز سوتر (بالألمانية: Fritz Sauter)‏ (و. 1906 – 1983 م) هو فيزيائي، وأستاذ جامعي من النمسا . ولد في إنسبروك.
توفي في غارميش-بارتنكيرشن، عن عمر يناهز 77 عاماً.

## التعليم
تعلم في جامعة إنسبروك.

## مناصب وهيئات
أدار جامعة لودفيغ ماكسيميليان في ميونخ، وجامعة برلين للتكنولوجيا، وجامعة كولونيا، وجامعة هانوفر.